# فيروخ كرزي
فيروخ كرزي (الاسم العلمي:Chelidoperca cerasina) (بالإنجليزية: Cherry perchlet)‏ هو نوع من الأسماك يتبع جنس الفيروخ من الفصيلة القرفصية.